# Она (язык)
Она (Aona, Choon, Ona, Selk’nam, Selknam, Shelknam) — мёртвый индейский язык, относящийся к чонской семье языков. На нём говорил народ селькнамов, проживающих на Огненной Земле. Язык она сейчас исчез в связи с геноцидом народа селькнам европейскими иммигрантами в XIX веке, многие представители народа погибли из-за болезни и нарушения традиций общества. 
Последний носитель языка умер в 1980-х годах, но этническая группа селькнамов продолжала существовать, потеряв свою землю, которую заняли европейские поселенцы, привнеся на неё своё хозяйство. 